# Mein Heimatvolk, mein Heimatland
Mein Heimatvolk, mein Heimatland sind die ersten Worte der burgenländischen Landeshymne. Sie wurde zur Zeit des Austrofaschismus und 14 Jahre nach dem Anschluss des Burgenlandes an Österreich von der Landesregierung in Auftrag gegeben und ist auch heute noch die offizielle Hymne des Burgenlandes.

## Entstehung und Geschichte
Die burgenländische Landeshymne wurde durch die Landesleitung der Einheitspartei Vaterländische Front des Ständestaates im Oktober 1935, in der Parteizeitung Burgenländisches Volksblatt durch einen Wettbewerb zur Komposition einer burgenländischen Landeshymne ausgeschrieben. Die Hymne sollte laut Ausschreibung „Freude und Stolz auf die burgenländische Heimat und die Zugehörigkeit zum burgenländischen Volk“ und „die Verbundenheit mit dem großen österreichischen Vaterland“ ausdrücken.
Mit dieser patriotischen Aktion wollte die Regierung des Ständestaates die inneren Konflikte, die im Burgenland mit den Schüssen von Schattendorf 1927 offenbar wurden, aber auch die nationalsozialistische Bedrohung durch den deutschen Nachbarn überwinden.
In der ersten Projektphase wurde der Text ausgeschrieben, der in der zweiten Ausschreibung vertont werden sollte. Zwei Jurys mit 13 Herren aus Wien und dem Burgenland wurden nominiert. Es handelte sich dabei um Lehrer, Kulturbeamte aus Bund und Land, hohe Funktionäre der Vaterländischen Front, den Volksbildungsreferenten der burgenländischen Landesregierung, hochrangige Vertreter des Katholischen Schriftstellerverbandes, Sachverständige für Volksliedforschung und -pflege usw. Unter 105 Einsendungen wurde der Text „Mein Heimatvolk, mein Heimatland“ von Ernst Joseph Görlich, Lehrer an der katholischen Lehrerinnenbildungsanstalt in Steinberg, ausgewählt.
Die Melodie solle „künstlerisch wertvoll, leicht sangbar und volkstümlich“ sein, und am 30. April 1936 wurde aus 283 Bewerbungen die Einsendung von Peter Zauner ausgewählt. 1886 in Pöttsching als Sohn eines Landwirts und Schuhmachermeisters geboren, hatte er während seiner Militärzeit in Wien ab 1903 Musikunterricht erhalten und später die Geige in der Kapelle des Carl Michael Ziehrer gespielt. Das Siegerprojekt wurde von der Partei durch alle Instanzen der Gesetzgebung getragen und vom burgenländischen Landtag als Landeshymne beschlossen.
Die Hymne hatte jedoch nur zwei Jahre Bestand, da mit Wirkung vom 1. Oktober 1938 das Burgenland auf die nunmehrigen Reichsgaue Niederdonau und Steiermark aufgeteilt wurde. 1949 nach dem Zweiten Weltkrieg wurde die Landeshymne mit Genehmigung der sowjetischen Militäradministration wieder per Gesetz eingeführt.
Im Juni 2023 forderte die IG Autorinnen Autoren in einem offenen Brief eine neue Landeshymne für das Burgenland, nachdem neu ausgewertete Quellen belegen würden, dass Komponist Peter Zauner NSDAP-Mitglied gewesen sei.

## Text
1. Mein Heimatvolk, mein Heimatland, mit Österreich verbunden!

Auf Dir ruht Gottes Vaterhand, Du hast sie oft empfunden.

Du bist gestählt in hartem Streit zu Treue, Fleiß und Redlichkeit.

𝄆 Am Bett der Raab, am Heiderand, Du bist mein teures Burgenland! 𝄇

2. Rot-Gold flammt Dir das Fahnentuch, Rot-Gold sind Deine Farben!

Rot war der heißen Herzen Spruch, die für die Heimat starben!

Gold ist der Zukunft Sonnenlicht, das strahlend auf Dich niederbricht!

𝄆 Stolz trägt das Volk Dein Wappenband: Du bist mein teures Burgenland! 𝄇

3. Mein Heimatvolk, mein Heimatland! Mit Öst’reichs Länderbunde

hält dich verknüpft das Bruderband schon manche gute Stunde!

An Kraft und Treue allen gleich, Du jüngstes Kind von Österreich.

𝄆 Zu Dir steh’ ich mit Herz und Hand: Du bleibst mein teures Burgenland! 𝄇

## Melodie
Die Audiowiedergabe wird in deinem Browser nicht unterstützt. Du kannst die Audiodatei herunterladen.